# Mount Cokely
Mount Cokely är ett berg i Kanada.   Det ligger i provinsen British Columbia, i den sydvästra delen av landet, 3 600 km väster om huvudstaden Ottawa. Toppen på Mount Cokely är 1 619 meter över havet.
Terrängen runt Mount Cokely är kuperad åt sydväst, men åt nordost är den bergig.Närmaste större samhälle är Port Alberni, 15,1 km väster om Mount Cokely.
I omgivningarna runt Mount Cokely växer i huvudsak barrskog. Runt Mount Cokely är det glesbefolkat, med 8 invånare per kvadratkilometer.